# Blue Dragon (série télévisée d'animation)
Cet article concerne la série télévisée d'animation. Pour le jeu vidéo, voir Blue Dragon.
 (mars 2021).
Si vous disposez d'ouvrages ou d'articles de référence ou si vous connaissez des sites web de qualité traitant du thème abordé ici, merci de compléter l'article en donnant les références utiles à sa vérifiabilité et en les liant à la section « Notes et références ».
Blue Dragon (ブルードラゴン, Burū Doragon) est une adaptation en anime japonais de la série de jeux vidéo Blue Dragon. Les voix des personnages et l'histoire diffèrent du jeu vidéo.

## Synopsis
Alors que le village de Talta est attaqué par l'armée du royaume de Guran, Zola et Jiro, deux mercenaires possédant le pouvoir des ombres, luttent pour sauver les habitants. C'est alors que, dans la bagarre, un jeune garçon nommé Shu se précipite pour protéger ses amis d'un éboulement causé par l'attaque d'une ombre artificielle; à ce moment-là, le pouvoir des ombres s'éveille chez lui : Shu invoque l'une des ombres des chevaliers de la lumière, le légendaire Blue Dragon.

## Personnages
- Shu[1] : Le héros principal, âgé de 10 ans. Shu rêve de devenir maître d'armes, et ainsi de parcourir le monde. Son ombre est Blue Dragon ; c'est sans doute le plus puissant de l'équipe. Shu n'est pas très intelligent, et a tendance à foncer tête baissée sans réfléchir, ce qui n'en fait pas le penseur du groupe. Néanmoins il est assez courageux et n'abandonne jamais.
- Kluke : Elle vit dans le même village que Shu, et a également 10 ans. Shu et Jiro sont ses meilleurs amis. Elle aussi est orpheline, car elle a perdu ses parents à cause de Nene. Son ombre est Phénix. Celle-ci est la plus résistante de toutes et Kluke s'en sert pour défendre ses amis contre les plus puissantes. Elle est très gentille et veut devenir médecin. Elle n'aime pas montrer ses larmes aux autres.
- Jiro : C'est un enfant très prévoyant et assez différent de Shu. Ils sont rivaux. Jiro a 11 ans. Son ombre, Minotaure, ne s'entend pas très bien avec Jiro ;en revanche, il est très fort physiquement. Jiro est le plus intelligent et le plus perspicace du groupe mais a tendance à s'emmêler dans ses sentiments. Il a perdu ses parents et sa petite sœur, lors de l'incendie du village de Mafei provoqué par Szabo.
- MaruMaru : MaruMaru n'est pas un humain, mais un membre de la tribu Devee. Malgré son côté pervers, c'est un justicier au grand coeur. Son ombre, Tigre-Sabre, partage son sens de la justice; il est aussi le plus rapide du groupe. Des fois, quand MaruMaru parle, il ajoute "Maru" à ses phrases.
- Zola : C'est la chef de bande, car elle est la plus âgée de l'équipe, puisqu'elle a 20 ans. C'est une mercenaire assez solitaire et renfermée. Son ombre est Chauve Souris et, au vu de l'expérience de Zola, c'est l'ombre la plus développée en matière d'attaques. Mais Zola a un lourd passé : traumatisée par la mort de son père alors qu'elle n'était qu'une petite fille, elle s'est abandonnée aux ténèbres et veut détruire le sceau qui les retient.
- Bouquet : Serveuse dans une auberge, elle y rencontre Shu et ses compagnons. Celui-ci va la défendre contre deux clients qui refusaient de payer leur addition. Elle décidera d'accompagner notre équipe afin de montrer sa reconnaissance.

Issue du clan Râ, elle a le pouvoir de se rendre entièrement invisible (lorsqu'elle ôte ses vêtements), et avec son ombre, Hippopotamus, elle peut se transformer en ce qu'elle veut.
- Général Logi : C'est le serviteur fidèle de Nene. Très intelligent et puissant, Logi possède une ombre artificielle appelée Valkyrie et une ombre naturelle appelée Oudin. En vérité, depuis toujours, Logi n'a jamais fait confiance à Nene et agissait seul avec ses hommes Andropof, Cynthia, Gilliam, Lemaire et Schneider. Plus tard, il fonde le royaume de Rosekstone et devient son premier roi.
- Nene : C'est le roi de Guran. Il est très cruel et orgueilleux, au point d'en être un monstre. Il projette de conquérir le monde; il ne se sépare jamais de Deathroy, le 7ème descendant des chevaliers de la lumière.
- Deathroy : Il est l'associé de Nene. Deathroy, à l'instar de Shu, Jiro, Kluke, MaruMaru, Bouquet et Logi, descend des légendaires chevaliers de la lumière. Bien qu'il ne puisse pas l'invoquer lui-même, son ombre, Chimère, est d'une puissance monstrueuse. Deathroy ressemble à un homme-grenouille.
- Delphinium : C'est le bras droit de Deathroy; elle sert les services secrets de Guran et a dérobé les sept suprêmes, les pages les plus importantes du Livre du Commencement.

## Fiche technique

### Saison 1
- Titre :
  -  BLUE DRAGON
  -  Blue Dragon
- Année : 2007 - 2008
- Studio d’animation : Studio Pierrot
- Réalisation : Yukihiro Matsushita
- Chara-design : Tsuneo Ninomiya
- Chara-design original : Akira Toriyama
- Auteur : Hironobu Sakaguchi
- Musique :
  - Ôhashi Megumi
  - Uematsu Nobuo
- Nombre d'épisodes : 51 (terminée)
- Licencié : kazé
- Chaînes de diffusion :
  -  TV Tokyo
  -  Game One et Nickelodeon France
- Traduit par : David Nachtergaële

### Saison 2
- Titre :
  -  BLUE DRAGON 天界の七竜
  -  Blue Dragon - Les sept Dragons du ciel
- Année : 2008 - 2009
- Studio d’animation : Studio Pierrot
- Réalisation : Yukihiro Matsushita
- Chara-design : Tsuneo Ninomiya
- Chara-design original : Akira Toriyama
- Auteur : Hironobu Sakaguchi
- Musique :
  - Ôhashi Megumi
  - Uematsu Nobuo
- Nombre d'épisodes : 51 (terminée)
- Licencié : kazé
- Chaînes de diffusion :
  -  TV Tokyo
  -  (Non-disponible)

## Liste des épisodes
Note: Les titres français sont des traductions littérales des titres originaux, ce ne sont pas les titres officiels.